# توران‌دخت (برشت)
توراندخت یا کنگرهٔ رفع و رجوع‌کنندگان (به آلمانی: Turandot oder Der Kongreß der Weißwäscher) نمایش‌نامهٔ کمدی حماسی نمایش‌نامه‌نویس مدرنیست آلمانی، برتولت برشت است. این اثر در طول تابستان ۱۹۵۳ در بوکو نگاشته شده و در واقع بر اساس مدت زمان کوتاهی تمرین در سال ۱۹۵۴، بازنویسی شده‌است اگرچه تا چند سال پس از مرگ برشت آمادهٔ نمایش نشد. اولین اجرای این نمایش در زوریخ و در ۵ فوریه ۱۹۶۹ و به کارگردانی بنو بسون روی صحنه رفت.
این نمایش بر اساس نمایش توراندخت، کمدیادلارتهٔ کارلو گوتزی، اجرایی که برشت در ۱۹۳۲ در مسکو و به کارگردانی یوگنی واختانگوف دیده بود، نوشته شده‌است. از ۱۹۳۰ به بعد، برشت اقتباس خودش را توسعه داد به طوری که اثر، تبدیل به مجموعه اتفاق‌های گسترده‌تری می‌شود که نقش روشنفکران در جامعهٔ سرمایه‌داری را روشن می‌کند. قهرمان برشت زمخت، فاقد فریبندگی بوالهوسانهٔ تصویر گوتزی و عروج به سوی تطهیر اقتباس شیلر است.
اولین اجرای انگلیسی این نمایس توسط یک گروه آماتور در سال ۱۹۷۰ در لندن اجرا شد و اجرای حرفه‌ای آن در سال ۱۹۷۱ و در تئاتر آکسفورد روی صحنه رفت.